# Potencia de un conjunto
La potencia de un conjunto es un conjunto definido a partir de las propiedades del producto cartesiano. No debe confundirse este concepto con el de conjunto potencia que se obtiene sin recurrir a las propiedades del producto cartesiano.

## Potencia de un conjunto ordinario
Dado un conjunto ordinario {\displaystyle A\,} que no representa ninguna estructura particular se define la n-ésima potencia como la aplicación iterada del producto cartesiano:

{\displaystyle {\begin{cases}A^{1}=A\\A^{2}=A\times A\\\dots \\A^{n+1}=A\times A^{n}=A^{n}\times A\end{cases}}}

La definición anterior puede extenderse a potencias infinitas donde {\displaystyle n} puede ser un número ordinal (teoría de conjuntos) cualquiera, no necesariamente finito.

## Potencia de una relación binaria
Dada una relación binaria {\displaystyle {\mathcal {R}}\subset A\times A} definida sobre un conjunto A se definen las potencias de dicha relación mediante:

{\displaystyle {\begin{cases}{\mathcal {R}}^{1}={\mathcal {R}}\\{\mathcal {R}}^{2}={\mathcal {R}}\times _{R}{\mathcal {R}}:=\{(x,y)\in A\times A|\exists z\in A:x{\mathcal {R}}z\land z{\mathcal {R}}y\}\\\dots \\{\mathcal {R}}^{n+1}={\mathcal {R}}\times _{R}{\mathcal {R}}^{n}\end{cases}}}

La noción de potencia de relación permite por ejemplo construir la clausura transitiva de una relación binaria cualquiera como unión generalizada de las sucesivas potencias.

## Potencia tensorial
Dado un espacio vectorial {\displaystyle H\,} se pueden definir sus potencias tensoriales {\displaystyle \otimes ^{n}H} mediante el producto tensorial ordinario:

{\displaystyle {\begin{cases}H^{1}=H\\H^{2}=H\otimes H\\\dots \\\otimes ^{n+1}H=(\otimes ^{n}H)\otimes H\end{cases}}}

## Potencia de un número ordinal
- Datos: Q6083549